# Oederan
Oederan – miasto w Niemczech, w kraju związkowym Saksonia, w okręgu administracyjnym Chemnitz, w powiecie Mittelsachsen (do 31 lipca 2008 w powiecie Freiberg). Do 31 grudnia 2011 siedziba wspólnoty administracyjnej Oederan, która dzień później została rozwiązana.
Przez miasto przebiega droga krajowa B173.

## Geografia
Oederan leży ok. 14 km na zachód od Freiberga.

## Dzielnice miasta
- Börnichen
- Breitenau
- Frankenstein - od 1 stycznia 2012
- Gahlenz
- Görbersdorf
- Kirchbach
- Lößnitztal
- Schönerstadt

## Współpraca
- Achères, Francja
- Großkrotzenburg, Hesja

## Osoby urodzone w Oederan
- Igor Mitoraj – polski rzeźbiarz